# Ragnar Ekberg
Oskar Ragnar Birger Ekberg (ur. 12 sierpnia 1886 w Sztokholmie, zm. 5 kwietnia 1966 w Saltsjöbaden) – szwedzki lekkoatleta specjalizujący się w biegach sprinterskich i skoku w dal z miejsca, uczestnik igrzysk olimpijskich.
Szwed wziął udział w letnich igrzyskach olimpijskich dwukrotnie. Podczas IV Letnich Igrzysk Olimpijskich w Londynie w 1908 roku Ekberg wystartował w jednej konkurencji. W konkursie skoku w dal z miejsca, z wynikiem 3,19 metra, zajął piąte miejsce. Podczas V Letnich Igrzysk Olimpijskich w Sztokholmie w 1912 roku wziął udział w dwóch konkurencjach. Na dystansie 100 metrów odpadł w fazie eliminacyjnej zajmując w swoim biegu, z nieznanym czasem, miejsca 3-4; zaś w konkursie skoku w dal z miejsca zajął trzynaste miejsce skacząc w trzeciej próbie 3,03 metra.
Reprezentował barwy klubów Hammarby IF i AIK Solna.

## Rekordy życiowe
- bieg na 100 metrów – 11,0 (1912)